# Fontaine arabe d'Alcamo
La fontaine arabe d'Alcamo est une construction datant de la période de domination arabe de la ville d'Alcamo, située dans la partie basse de la ville, à environ 300 m du sanctuaire de la Madone des Miracles.

## Histoire
En 1154, dans un passage du Livre de Roger écrit par le géographe arabe Idrisi, la ville d'Alcamo est définie comme un manzil (un casale ou un groupe de maisons) avec des terres et un marché prospère. À cette époque, ce hameau (casale) s'appelle Alqamah.
Le centre urbain était habité par des Musulmans et divisé en quatre casalia : San Vito, San Leonardo, Sant'Ippolito et San Nicolò del Vauso, futur hameaux féodaux. Après l'expulsion des Arabes par Frédéric II empereur du Saint-Empire les casalia deviennent  chrétiens.
La Fontaine de San Vito a été construite par les Arabes près d'une source d'eau, dans le hameau d'Alqamah. Après le tremblement de terre de la fin du XVe siècle qui l'endommage, la fontaine est restaurée. La zone résidentielle s'est concentrée autour du château des comtes Modica  avec une activité de pastoralisme qui aboutit à la construction d'un abreuvoir.

## Description
La façade comporte deux vasques, alimentées par deux becs (cannoli) et des lésènes surmontés de chapiteaux. L'abreuvoir est réalisé  en pierre calcaire sculptée au cours de la première moitié du XIXe siècle

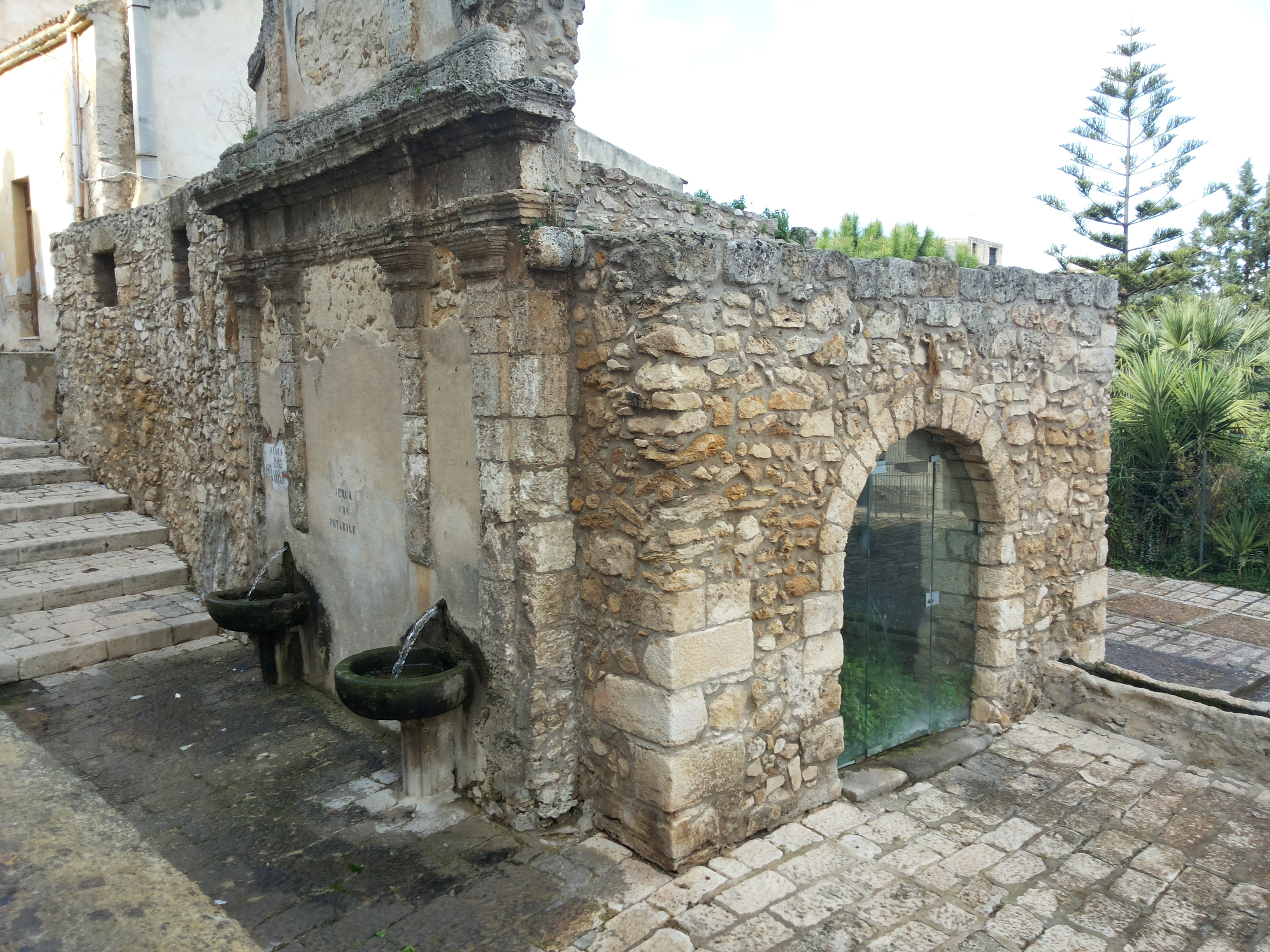
Vue latérale de la fontaine.
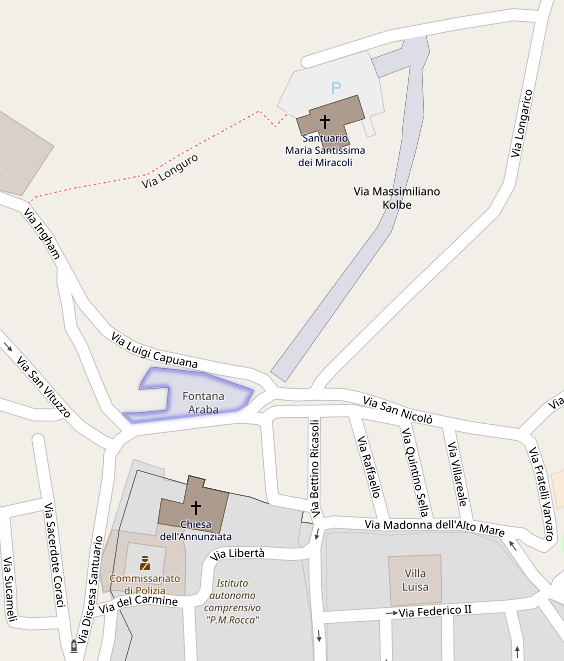
Localisation de la Fontana Araba et du sanctuaire de la Madone des Miracles à Alcamo.

Les travaux de restauration, achevés en 2015, valorisent la route qui, partant de la Piazza Ciullo, mène jusqu'au Sanctuaire de la Madone des Miracles, où les croyants s'y rendent en mai pour le pèlerinage afin de prier leur sainte patronne.

### Restauration
Grâce aux financements reçus à travers le GAL (gruppo di azione locale), destinés à la requalification des sites culturels du paysage rural du territoire d'Alcamo (parmi lesquels se trouvent également le Cuba delle Rose et les saints édicules), le site de l'ancienne fontaine arabe est revalorisé